# Cupro

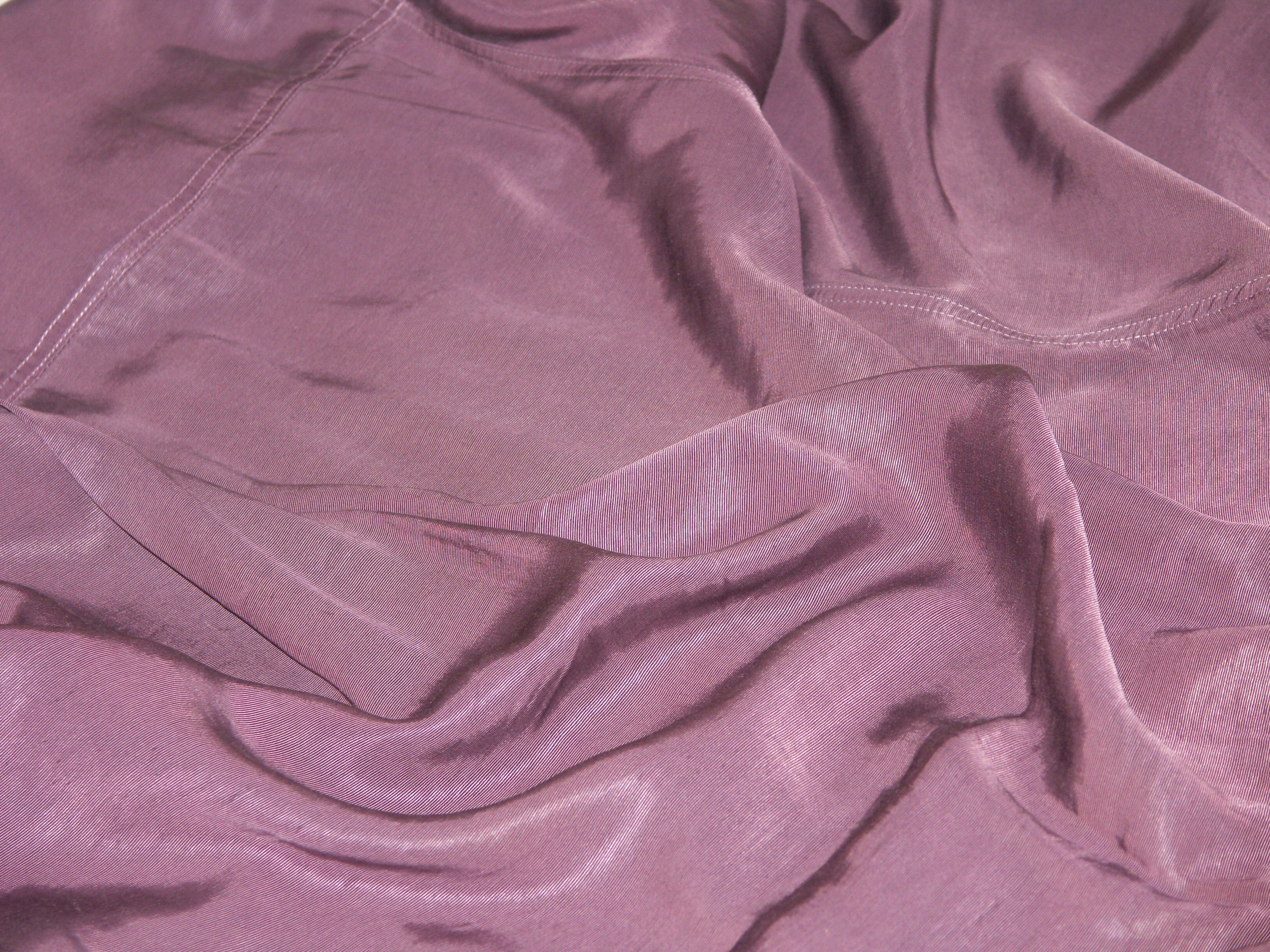
Textilie aus Cupro

Cupro (kurz CUP), früher Kupferseide oder Kupferfaser genannt, auch unter dem Markennamen Bemberg bekannt, ist eine nach dem Kupfer-Ammoniak-Verfahren (auch Kupferoxid-Ammoniak-Verfahren bzw. Cuoxamverfahren) ersponnene Cellulose-Regeneratfaser. In den 1920er und 1930er Jahren wurde sie häufig als Kunstseide bezeichnet. 
Cuprofasern werden hauptsächlich als Filamente, in sehr geringem Maß als Spinnfasern hergestellt. Allerdings wird Cupro weltweit nur noch durch einen Hersteller erzeugt, der im Jahr 2023 circa 10.000 Tonnen produzierte. Das entsprach etwa 0,2 % des Marktes der zellulosischen Chemiefasern. Die Eigenschaften von Cupro sind mit Viskose vergleichbar. Cuprofasern werden vor allem zu Futterstoffen verarbeitet, denn sie sind glatt, atmungsaktiv, hygroskopisch und laden sich nicht statisch auf.

## Historisches

### Anfänge und Gründung der Vereinigte Glanzstoff-Fabriken AG
Schon 1857 hatte der Zürcher Chemieprofessor Matthias Eduard Schweizer festgestellt, dass sich Cellulose in einer Lösung von Kupfer(II)-hydroxid in Ammoniakwasser (Schweizers Reagens) auflösen lässt. Als erste versuchten 1881 der Brite William Crookes und ein Jahr später der Amerikaner Edward Weston aus Cuoxamlösung brauchbare Fäden zu erhalten, allerdings ohne dass sie zu technischen Erfolgen kamen. Als Beginn der technischen Nutzung dieser Beobachtung kann das Französische Patent Nr. 203 741 aus dem Jahr 1890 von Louis-Henri Depaissis betrachtet werden. Wegen dessen frühen Todes kam es nicht zu einer kommerziellen Nutzung der Erfindung. 1897 meldeten der deutsche Chemiker Max Fremery und der österreichische Ingenieur Johann Urban unter dem Namen des deutschen Chemikers Hermann Pauly ihr Verfahren, aus in Kupferoxydammoniak gelöster Cellulose Fäden herzustellen, zum Patent an. Pauly hatte damals diese aus taktischen wirtschaftlichen Erwägungen unter seinem Namen erfolgte Patentanmeldung in entgegenkommender Weise gedeckt. Aber schon ab 1892 hatten Fremery und Urban in der Rheinischen Glühlampenfabrik Dr. Max Fremery & Co. in Oberbruch bei Aachen (Stadt Heinsberg) nach einem von ihnen entwickeltem Verfahren Kupfer-Kunstseidenfäden produziert, allerdings zunächst nur zur Anwendung als Glühlampenfäden. Nach weiteren Entwicklungsarbeiten waren sie schließlich in der Lage, in der erweiterten Anlage in Oberbruch mit ihrem Verfahren auch brauchbare Kupfer-Kunstseidenfäden für die Textilindustrie herzustellen. Am 19. September 1899 gründeten Max Fremery, Johann Urban und David Emil Bronnert in Elberfeld (seit 1929 ein Stadtteil von Wuppertal) die Vereinigte Glanzstoff-Fabriken AG (VGF), deren Stammwerk weiter in Oberbruch beheimatet war. Ein zweites Werk wurde in Niedermorschweiler (heute Morschwiller-le-Bas) im Elsass aufgebaut. Die VGF-Technologie zur Kupferseidenproduktion breitete sich in ganz Europa durch Lizenzverträge (z. B. 1899 in Frankreich) oder durch Tochterunternehmen (Österreich, 1904; England, 1907) aus. Wichtigster Abnehmer der Kupfer-Kunstseide wurde in Deutschland die bergische Besatzindustrie. Die Produktion von VGF erreichte im Jahr 1912 ein Maximum mit 820 t, wurde dann aber 1916 eingestellt. Als Grund wurde ein Mangel an Rohstoffen genannt, aber auch die bessere Qualität der Filamente des Konkurrenzunternehmens J. P. Bemberg AG (J.P.B.) könnte ausschlaggebend gewesen sein.

### Die Bemberg-Seide der J. P. Bemberg AG
J. P. Bemberg in Wuppertal-Oberbarmen hatte 1900 die Entwicklungsarbeiten zur Kupfer-Kunstseidenproduktion begonnen, als deren Ausgangsstoff ab 1908 die Linter genannten, nicht verspinnbaren kurzen Samenhaare der Baumwollsamen dienten. Ein von Edmund Thiele 1901 bei der J.P.B. entwickeltes Streckspinnverfahren machte es gleichwohl möglich, aus diesem Rohstoff Filamente zu produzieren, die – als Bemberg- oder Adler-Seide bekannt – in ihrer Feinheit (1,2–1,7 den) der Naturseide entsprach und außerdem noch eine größere Festigkeit als Viskose-Kunstseide besaß. Es wurde eine Fabrik zur Kupferseiden-Produktion mit einer Kapazität von 500 bis 600 kg/Tag im Ortsteil Öhde der Stadt Wuppertal errichtet. Durch die Importeinschränkungen während des Ersten Weltkriegs gewann Kunstseide nach 1918 an Bedeutung. 1925 bis 1928 wurde das Werk weiter ausgebaut. Der Produktionsausstoß an Kupferkunstseide von J.P.B. lag im Jahr 1925 bei 1.000 t und 1935 bei ca. 3.500 t Kupferseide. Die Herstellungstechnologie nach Thiele wurde von J. P. Bemberg zum Beispiel an folgende Unternehmen übertragen: 1924 an Seta Bemberg SA, Gozzano, Italien, 1925 an American Bemberg Corporation, Elizabethton (Tennessee), USA und 1928 an Asahi Bemberg, Nobeoka, Japan. Die Welterzeugung an Kupferoxidammoniakfasern betrug 1927 8.000 t, 1962 waren es 60.000 t.

### Weitere Produktionsorte
In Osteuropa erfolgte z. B. im VEB Sächsisches Kunstseidenwerk Siegfried Rädel, Pirna, DDR, die Herstellung von Kupferseide, wobei diese Firma auf den jahrelangen Erfahrungen der Küttner Aktien-Gesellschaft aufbauen konnte, die von dem erfahrenen Unternehmer und Erfinder im Kunstseidenbereich, Hugo Küttner, gegründet und bis 1945 geführt wurde. Die höchste Jahresproduktionsmenge wurde mit 2.994 t im Jahr 1968 erreicht, lag damit aber unter der höchsten Jahresproduktion an Kupferseide der Firma Küttner Kunstseidenspinnerei, die 1945 rund 3.300 t erreichte.
1970 produzierten (ausgenommen Osteuropa) nur noch vier Firmen Kupferseide: J. P. Bemberg, Wuppertal 27 t/Tag, Beaunit Fibers, Elizabethton 25 t/Tag, Bemberg SpA, Gozzano 14 t/Tag und Asahi Chemical Industries Co., Nobeoka 80 t/Tag. Ergebnis der intensiven Forschungsarbeiten zum Cuoxamverfahren waren auch die Produktionsaufnahme der Spinnvliesstoffproduktion im Jahr 1974, der Cupro-Hohlfasern für künstliche Nieren im Jahr 1975 und der Hohlfasermembran für die Blutfiltration im Jahr 1985. Das Streckspinnverfahren wurde insbesondere durch The Asahi Chemical Industry Co. zwischen 1950 und 1990 wesentlich weiterentwickelt, was zu ihrer Weltmarktführerschaft beitrug.
2020 ist Asahi Kasei alleiniger Hersteller von Cuprofasern mit einer Produktionskapazität von ca. 17.000 t.

## Herstellung
Cupro wird nach dem Kupferoxid-Ammoniak-Verfahren (Cuoxam-Verfahren) hergestellt. Bei diesem Verfahren werden Linters in einer ammoniakalischen Lösung von Tetraamminkupfer(II)-hydroxid aufgelöst. Es entsteht eine zähflüssige Lösung, die 4 % Kupfer, 29 % Ammoniak und 10 % Cellulose enthält. Wird diese Flüssigkeit durch Spinndüsen in warmes Wasser gepresst, das schnell fließt, fällt die Cellulose als sehr feiner Faden aus (Streckspinnverfahren).
Die erhaltenen Filamente werden gewaschen, zur Entfernung der Kupferspuren mit verdünnter Schwefelsäure behandelt, nochmals gewaschen, aviviert und getrocknet.
Eigentlich stand die Rückgewinnung der Lösungsmittel aus ökonomischen Gründen schon vom Anfang der Produktion der Cuprofasern im Mittelpunkt. Die Kupfer-Rückgewinnungsrate wurde z. B. durch Asahi von 80–85 % im Jahr 1945 auf 99,9 % im Jahr 1980 erhöht durch Ionentauscher. Auch Ammoniak wird seit 1935 durch Asahi zurückgewonnen. Diese Rückgewinnung auch aus Umweltschutzgründen in Angriff nehmen zu müssen, wurde vor allem durch die negativen Auswirkungen der jahrelangen Einleitung von Abwässer aus der Kupferseidenfabrik Gozzano, Italien, in den Ortasee bekannt.

## Eigenschaften
Cuprofilamente weisen Feinheiten zwischen 0,7 und 1,9 dtex auf. Die Oberfläche der Filamente ist sehr glatt. Der Faserquerschnitt ist kreisförmig und hat keine sichtbare Außenhaut, aber eine mikroskopisch dünne, die poröser ist als der kompakte Innenteil der Faser. Ein Filament kann als ein dünner flexibler Zylinder angesehen werden. Diese morphologischen Eigenschaften sind für den überragenden Griff und den feinen Seidenglanz der Faser ausschlaggebend.
Die Feuchtigkeitsaufnahme bei einer relativen Luftfeuchte von 65 % und 20 °C liegt bei 11,0–12,0 %. Durch die verringerte Quell- und Saugfähigkeit lassen sich Stoffe aus Cupro besser waschen und knittern weniger als Viskosestoffe.
Die Feinheitsfestigkeit (feinheitsbezogene Höchstzugkraft) im trockenen Zustand liegt bei 15–20 cN/tex und die Feinheitsnassfestigkeit (feinheitsbezogene Nasshöchstzugkraft) bei 9–12 cN/tex und liegen damit im Bereich von Viskosefasern. Die Dehnungswerte erreichen im konditionierten Zustand 10–20 %, im nassen 16–35 %.

## Verwendung
Cuprofilamente werden zur Herstellung von Geweben und Maschenwaren genutzt, die z. B. für hochwertige Damen- und Herrenoberbekleidung, Futterstoff, Unterwäsche, Landestrachten (z. B. Sari, Dupatta) und Übergardinen zum Einsatz kommen. Ausschlaggebend dafür sind die hervorragende Hygroskopizität, das antistatische Verhalten, der seidenähnliche Glanz und die gute Färbbarkeit sowie der sehr gute Griff der Cuprofilamente. Cupro kann gewaschen und gebügelt werden, ist aber nicht bügelfrei.